# Петер Шпіт
Пе́тер Шпіт (нім. Peter Speeth, 29 листопада 1772, Мангайм — ⁣1831, Одеса, Україна, Російська імперія) — німецький архітектор і гравер на міді.

## Біографія

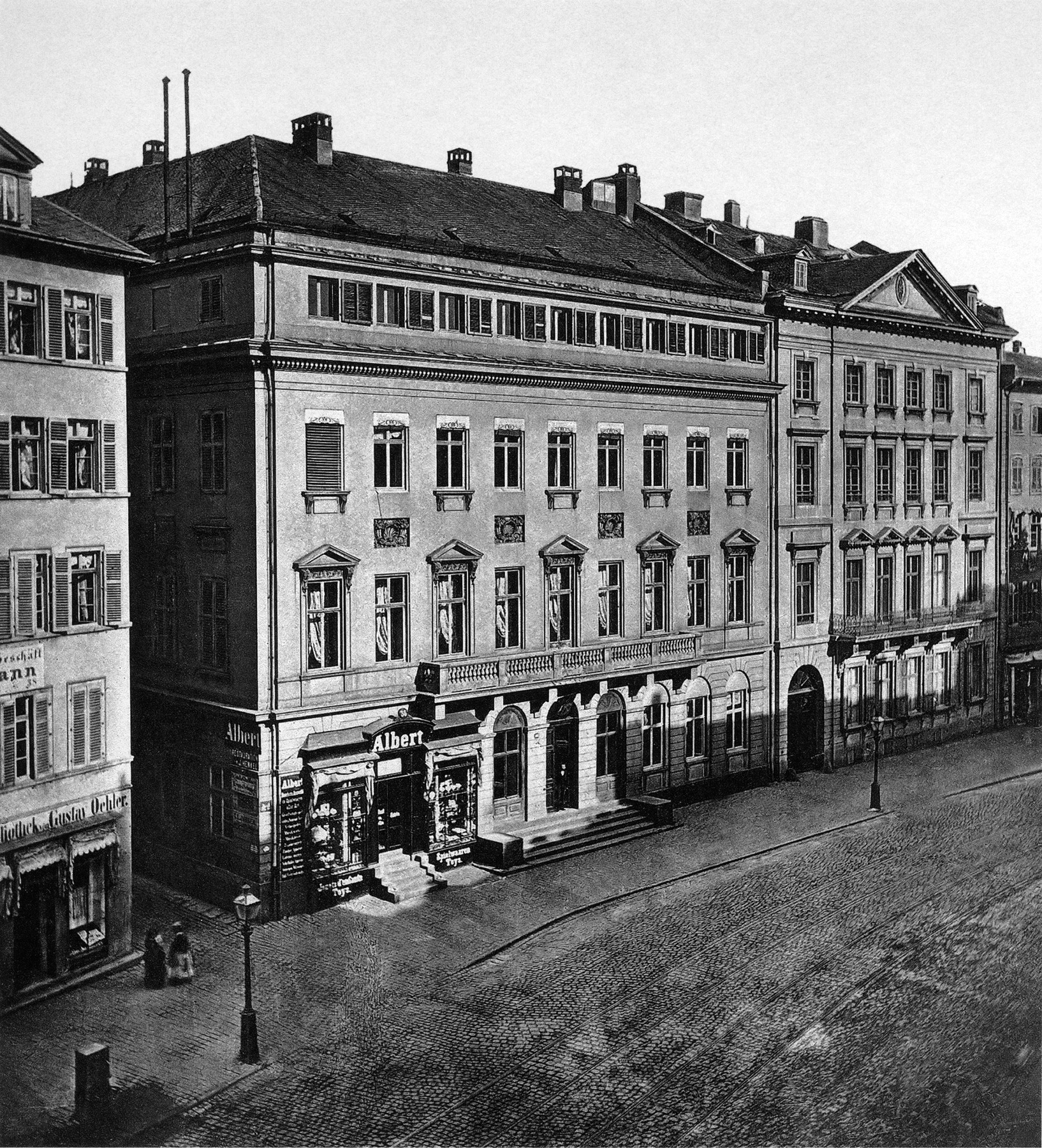
Муммський палац у Франкфуртер, Цайль

Петер Шпіт був найстаршим із п'яти дітей Вільгельміни Шпіт (уродженої Ареанс) і придворного трубача курфюрста Ніколауса Шпіта (1740—1784), який приїхав до Мюнхена в 1778 році з курфюрстом Карлом Теодором. Брати Петра — священник і мистецтвознавець Бальтазар Шпіт, франконський винороб і купець Йоганн Непомук Шпіт (1780—1834), чия дочка Матильда (8 листопада 1821 – 13 серпня 1915) стала дружиною Карла Паніцци, батька письменника Оскара Паніцци. Інший брат — підполковник королівства Вюртемберг Валентин фон Шпіт (1778—1845), який був тестем Едуарда Меріке. У нього також була сестра.
Після переїзду сім'ї до Мюнхена Петер здобув початкову освіту у свого діда по материнській лінії в Шветцингені, вихідця з голландського міста Гарлем. У 1781 році його батьки перевезли його до Мюнхена, де Петер почав навчатися мистецтв і наук.

## Архітектурна діяльність

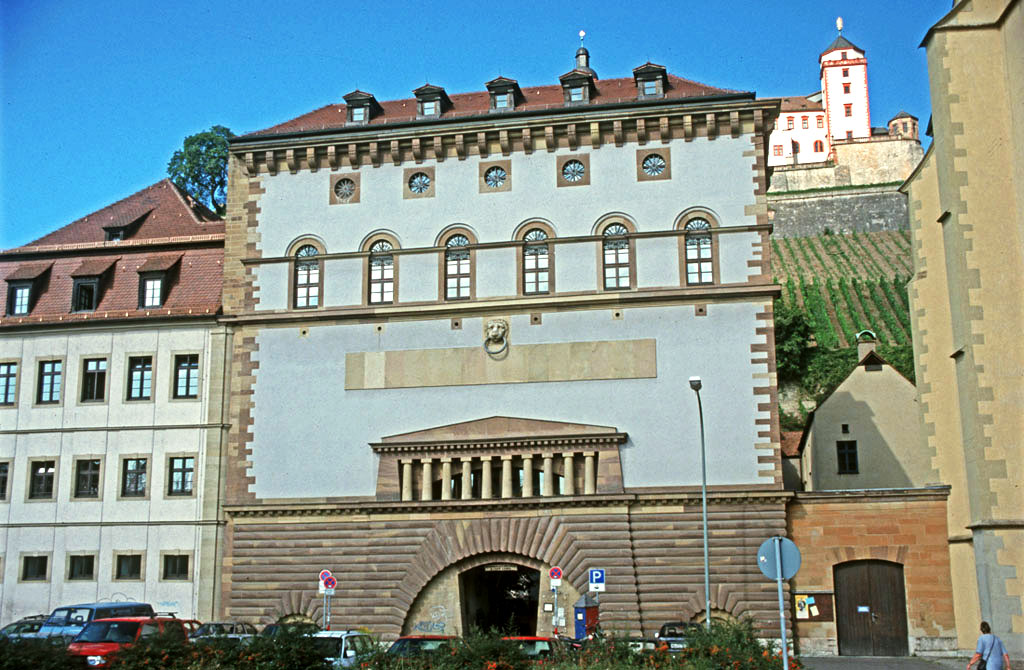
Вюрцбурзька жіноча в'язниця

Після ранньої смерті батька дядько Георг Вебер, який працював у будівельному управлінні в Гайдельберзі, взяв хлопця під своє опікування. Георг навчав його архітектурного креслення і будівельного мистецтва. Коли Вебер був призначений до Франкфурта-на-Майні для керівництва будівництвом палацу Швейцера в місті Цайль, спроєктованого Ніколя де Пігажем для торговця шовком Франца Марії Швейцера (будівництво 1788—1794), Шпіт супроводжував його й отримав практичний досвід. Пігаж найняв його архітектурним креслярем. У віці 19 років Петер Шпіт керував будівництвом будинку для торгівця Йоганна Фрідріха Шмідта, який згодом став відомий як палац Мумма на честь його наступного власника Даніеля Генріха Мумма фон Шварценштейна (будівництво 1791—1793). Його успіх викликав заздрість дядька, але Шпіт продовжував самостійну діяльність, не відмовляючись від його підтримки.
З 1797 року Шпіт працював у Гайдельберзі, створюючи плани для будівель у Швабії та Саксонії. У той період він також займався реконструкцією укріплень у Мангаймі за проєктами Фрідріха Людвіга Скеля. Проте через війну ці проєкти не були реалізовані. Через репутацію, яку він здобув, абатиса монастиря Енгельталь у Веттерау, Гессен, доручила йому спланувати госпіталь, який був зруйнований прусською армією під час війни. Пізніше Шпіт присвятив себе малюванню в перспективі та пейзажі. На початку XIX століття Шпіт працював для князя Карла Фрідріха Вільгельма Лейнингенського в Аморбасі, де викладав ландшафтне креслення.

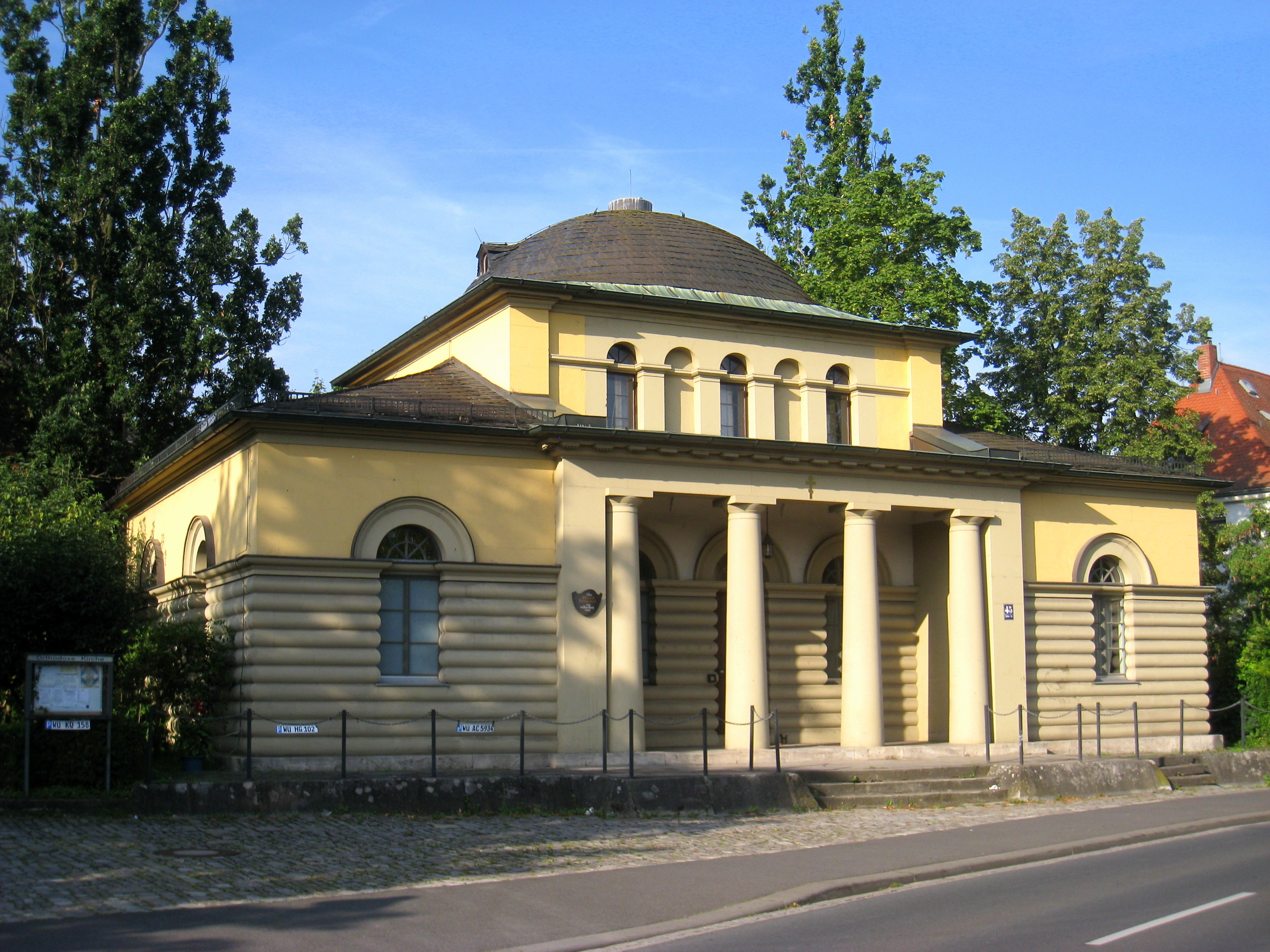
Ворота Целлер, Вюрцбург

У 1807 році за рекомендацією архітектора Ніколаса Александра Саліна де Монфора Шпіт перейшов на службу до Фердинанда III, великого герцога Вюрцбурзького. Серед його творів у цей період — жіноча в'язниця в неоренесансному стилі (1809—1810), ворота Целлер, схожі із брамою Клода-Ніколя Леду у Парижі (1814), а також Будинок пристава (1811—1813). Його служба у герцога закінчилася в 1815 році.
У 1826 році граф Кочубей, якому були представлені плани будівлі Вюрцбурзької в'язниці, представив Шпіта імператору Олександру I, а також одеському генерал-губернатору Михайлу Семеновичу Воронцову. Завдяки цьому архітектор отримав посаду провінційного архітектора в Бессарабії. Він керував будівництвом катедрального собору Різдва Христового в Кишиневі, але помер невдовзі після початку робіт. Завершив будівництво Авраам Мельников за початковими планами.

## Відомі роботи

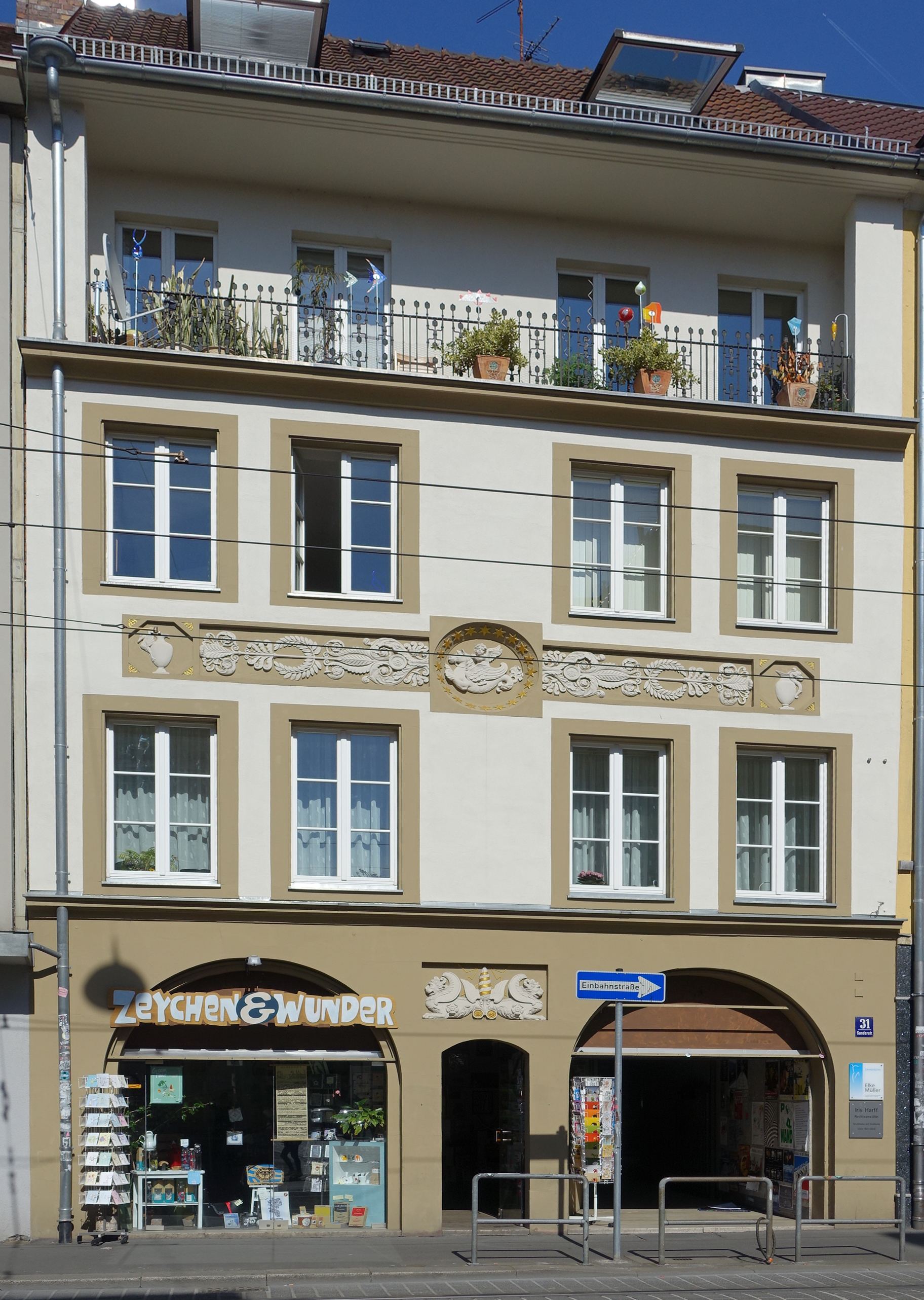
Колишня резиденція окружного судді Вірта, Вюрцбург. Побудована у 1821 році

- Жіноча в'язниця (1809—1810), Вюрцбург, вулиця Буркадерштрассе, 44[8]
- Житловий будинок Гірша (1811—1812), Вюрцбург, Ебрахергассе, 6 (сьогодні північне крило материнського дому Згромадження Сестер Відкупителів)
- Будинок пристава (1811—1813), Вюрцбург, Турмгассе, 9 (значно перебудований)[9]
- Резиденція директора музичної школи (1812—1815), Вюрцбург, Парадеплац, 1
- Церква Святого Іоанна Хрестителя (1812—1817), Унтергоенрід, поблизу Гасфурта
- Целлер Торхаус (1814), Вюрцбург, вулиця Целлера, 45[10][11]
- Житловий будинок окружного судді Вірта (1821), Вюрцбург, Зандерштрассе, 31
- Губернський архів в Одесі, Україна (1826)[12]
- Собор Різдва Христового (початок 1826), Кишинів, Молдова[13]